# 璺鼎
璺鼎，又名周公東征方鼎、豐白鼎，是西周早期青銅器。1927年在陝西寶雞出土，現在藏於美國舊金山亞洲藝術博物館。

## 銘文
周公東征方鼎器壁及器底有銘文。銘文為：
「隹周公于征伐東夷、豐白、尃古，咸【殺？】。公歸【？】于周廟。戊辰，酓（飲）秦酓。公賞【？】貝百朋，用乍（作）尊鼎。」
- 註：【A？】表示該字可能為A。【？】表示不確定或無法顯示之字。